# Andrea Guasch
Andrea „Drew“ Guasch (* 20. Dezember 1990 in Barcelona) ist eine spanische Nachwuchsschauspielerin, die auch in Deutschland durch die Rolle als Austauschschülerin in der vierten Staffel der Serie Disneys Kurze Pause bekannt wurde. Sie spielte in vielen spanischen Filmen mit.

## Filmografie (Auswahl)
- 2002: Dalí, être Dieu
- 2003: Javier ya no vive solo (Fernsehserie, eine Folge)
- 2003: S Club Seeing Double
- 2004–2005: De moda (Fernsehserie, 4 Folgen)
- 2006: Comisario, El (Fernsehserie, eine Folge)
- 2006–2007: Cambio de clase (Fernsehserie, 50 Folgen)
- 2007: MIR (Fernsehserie, eine Folge)
- 2007: Hospital Central (Fernsehserie, eine Folge)
- 2007: Cuenta atrás (Fernsehserie, eine Folge)
- 2007: Cuéntame (Fernsehserie, 3 Folgen)
- 2007/2008: Disney Channel Games
- seit 2008: Disneys Kurze Pause (Fernsehserie, 2 Folgen)
- 2008: Juego del ahorcado
- 2017: Grenzenlos (Submergence)